# Dimitrov-Projekt 615
Das Projekt 615 war eine Klasse von Produktentankern der bulgarischen Georgi-Dimitrov-Werft, von der sie 1985 bis 1990 drei Schiffe baute. Sie hatten eine Tragfähigkeit von rund 6000 Tonnen und waren die ersten eigens entwickelten Produktentanker der Werft.

## Technik
1985 bestellte die staatliche bulgarische Reederei Navigation Maritime Bulgare (Bylgarski Morski Flot, BMF; heute Navbul) bei der Georgi-Dimitrov-Werft (seit 2004 Bulyard) drei Produktentanker für ihre Flotte. Die Werft hatte zuvor bereits mehrere Öltanker entwickelt und gebaut, doch keinen Produktentanker. Unter Leitung von Tosho Popov entwarf die Werft im Projekt 615 ein Schiff mit einer Tragfähigkeit von rund 6000 Tonnen, das mit einem doppelten Boden ausgestattet war. Die Schiffsklasse verfügte über 14 Tanks mit 6487 Kubikmetern für bis zu fünf verschiedene Erdölprodukte. Zudem war sie mit einem Ein-Tonnen-Kran ausgerüstet, das Be- und Entladesystem war automatisiert.
Das Typschiff Panega war 117,76 Meter lang, 16,21 Meter breit und hatte einen Tiefgang von 6,5 Metern. Sie war mit 4499 BRZ bzw. 1870 NRZ vermessen, die Tragfähigkeit betrug 5848 tdw. Der Sechszylinder-Dieselmotor war ein in Lizenz gefertigter MAN-Motor des Herstellers VEB Maschinenbau Halberstadt, leistete 4000 PS und ermöglichte eine Geschwindigkeit von 13,0 Knoten. Die Besatzung bestand zunächst aus 32 Personen.

## Geschichte
Bereits kurz nach der Bestellung im Jahr 1985 hatte die Reederei die Namen der Schiffe festlegt. Ein Jahr später lieferte die Werft zuerst die Panega, 1987 die Batova ab, doch das dritte Schiff, die Ticha, verzögerte sich bis 1990. Gleichzeitig war 1990 die Marktsituation für die Reederei so schwierig, dass sie den dritten Tanker nicht abnahm. Die beiden anderen Schiffe setzte die Navigation Maritime Bulgare schwerpunktmäßig im Schwarzen Meer und im Mittelmeer ein, doch fuhren die Schiffe auch bis in nordeuropäische Häfen wie Rotterdam. 2010 wurden beide Tanker ausgemustert und wurden zum Abwracken verkauft, wobei die Panega international Bekanntheit erlangte, als sie auf dem Weg nach Pakistan von somalischen Piraten entführt wurde.
Die Ticha wurde noch im Jahr ihrer Fertigstellung nach China an die China Shipping Tanker verkauft und erhielt den Namen Jin Quan. China Tanker Shipping verkaufte das Schiff 2007 an Feng Long Maritime, die sie in Fenglong umbenannte. 2011 erfolgte auf der Werft Taihe Shipping, (Stadt Fuan/Provinz Fujian) ein Umbau, bei der sie auf 133,80 Meter verlängert und zum Massengutfrachter Huamin 88 mit ca. 9000 Tonnen Tragfähigkeit umgebaut wurde. Die Huamin 88 transportierte insbesondere auf chinesischen Routen Kohle. Der Status oder Verbleib des Schiffes ist unbekannt.

## Die Schiffe
| Name   | Baunummer | IMO     | Kiellegung Stapellauf Ablieferung                | Anmerkungen, Verbleib |
| ------ | --------- | ------- | ------------------------------------------------ | --- |
| Panega | 251       | 8511586 | ? 24. April 1986                                 | 2010 auf dem Weg zum Abwracken von somalischen Piraten entführt; im gleichen Jahr in Gadani abgewrackt.                             |
| Batova | 252       | 8612067 | ? 29. Juli 1987                                  | 2010 in Mumbai abgewrackt. |
| Ticha  | 253       | 8711708 | 8. November 1989 31. März 1990 29. Dezember 1990 | 1990 an China Shipping Tanker als Jin Quan, 2007 verkauft und umbenannt in Fenglong, 2011 zum Massengutfrachter Huamin 88 umgebaut. |